# Mamtsvara
Mamtsvara (en georgiano: მამწვარა; en armenio: Մամզարա, romanizado: Mamzara) es una aldea de Georgia ubicada en el sur de la región de Mesjetia-Yavajetia, siendo parte del municipio de Ninotsminda.  

## Geografía
Mamtsvara se encuentra al norte del lago Janchali, en el lado izquierdo del río Paravani y a 13 km de Ninotsminda. 

## Demografía
La evolución demográfica de Mamatsvara entre 2002 y 2014 fue la siguiente:
| 782                                             | 249 |
| (Fuente: Population of Georgia in Soviet times) |     |

Según los datos del censo de 2014, los armenios son el 100 % de la población local.

## Infraestructura

### Educación
En el pueblo hay una escuela.